# 加藤史帆

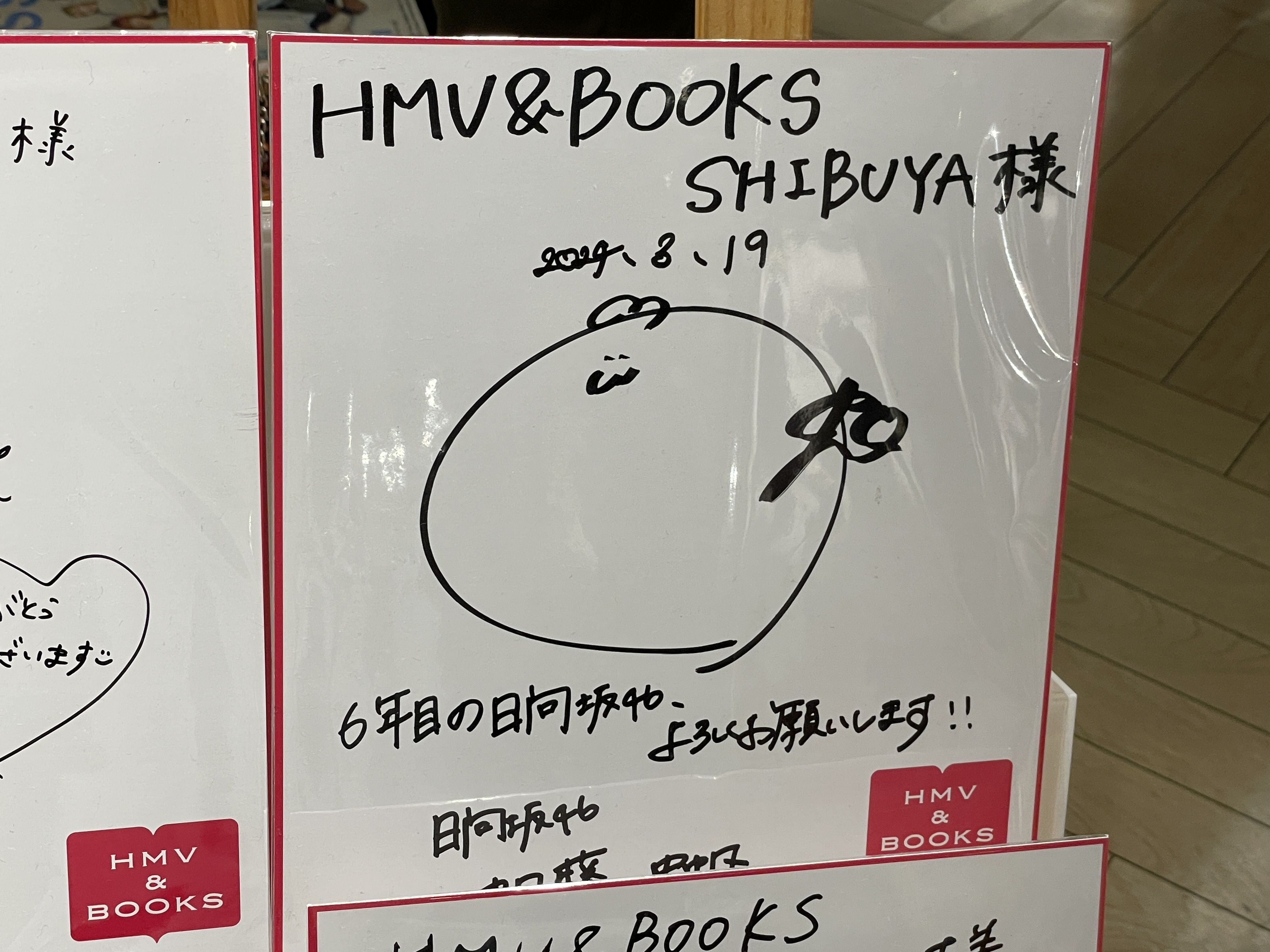
加藤史帆の直筆サイン

加藤 史帆（かとう しほ、1998年〈平成10年〉2月2日 - ）は、日本の女優、ファッションモデル、元アイドルであり、女性アイドルグループ日向坂46の元メンバー、『CanCam』の専属モデルである。東京都出身。Seed & Flower所属。

## 略歴
2016年（平成28年）5月8日、『けやき坂46 メンバーオーディション』に合格する。同年10月28日には、赤坂BLITZで行われたけやき坂46の初単独イベント『ひらがなおもてなし会』に参加した。
2017年（平成29年）9月16日に、ファッションイベント『GirlsAward 2017 AUTUMN / WINTER』でランウェイデビュー。
2018年（平成30年）3月14日に発売されたAKB48の51stシングル『ジャーバージャ』に収録された坂道AKBの新曲「国境のない時代」の歌唱メンバーに選出される。同年8月15日に発売された欅坂46の7thシングル『アンビバレント』の収録曲「ハッピーオーラ」で、初めてセンターポジションを担当している。
2019年（平成31年）2月11日、自身の所属グループがけやき坂46から日向坂46に改名した。同月14日には、女性ファッション誌『CanCam』（小学館）の2019年4月号より、同誌の専属モデルを務めることが発表された。同年8月23日、『CanCam』の2019年10月号で、乃木坂46の松村沙友理、山下美月と共に初めて表紙を飾った。同年4月2日からは、『レコメン！』（文化放送）に、火曜日Wパーソナリティーとして出演を開始した。同年10月6日から放送開始の『道玄坂コネクション』（テレビ東京）に、自身初の番組MCとして出演した。
2021年（令和3年）5月21日発売の『CanCam』2021年7月号で初の単独表紙を飾った。5月26日に発売された日向坂46の5thシングル『君しか勝たん』の表題曲ではセンターポジションを務めている。加藤がセンターポジションを務めるのは、けやき坂46時代の「ハッピーオーラ」以来、約2年9か月ぶりで、日向坂46への改名後では初めてのことである。日向坂46のシングル表題曲及びアルバムリード曲においては、小坂菜緒、佐々木美玲に続き、3人目のセンターポジション経験者となった。
2022年（令和4年）2月2日に自身の公式Instagramを開設した。日向坂46のメンバーがInstagramを開設するのは初めてのことである。
2023年（令和5年）6月20日には、1st写真集『#会いたい』（小学館）を発売した。収録写真はハワイで撮影された。同年6月30日発表の『オリコン週間BOOKランキング』で、同写真集が1位を獲得した。

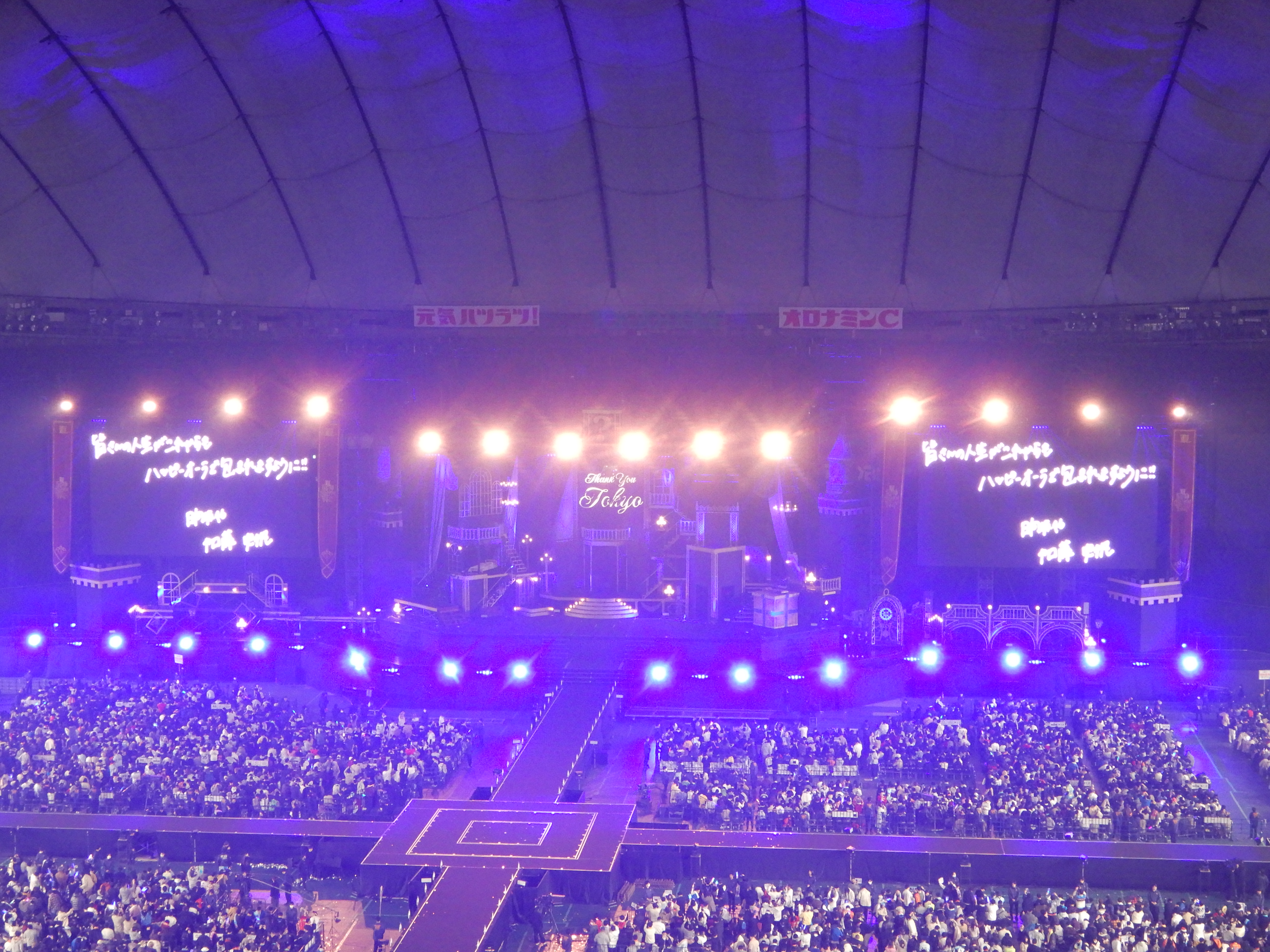
東京ドームにて開催された卒業セレモニー終演後時（2024年12月25日）

2024年（令和6年）8月6日、自身の公式ブログにて、同年9月18日に発売された12thシングル『絶対的第六感』での活動をもって、日向坂46を卒業することを発表した。同年12月25日に開催された日向坂46の『Happy Magical Tour 2024』の東京公演にて実施された卒業セレモニーをもって日向坂46を卒業した。

## 人物
身長160.5 cm。愛称は、かとし、としちゃん、しし。3姉妹の中間子で、姉と妹が1人ずつ居る。常に眠いところ、喋るのが遅いところが特徴であり、喋り方や仕草などを説明する際に「へにょへにょ」という擬態語がよく用いられる。パニック時には、1期生の佐々木久美の「ふわふわ♪」という謎の呪文で落ち着きを取り戻す。
自身の目標として、「日向坂46として国立競技場でライブをすること」「演技仕事に挑戦すること」「美容・ファッション系の商品をプロデュースすること」を挙げている。

### 交友関係
けやき坂46に加入する前に見た「制服のマネキン」のMVがきっかけで乃木坂46、そして秋元真夏のファンになり、秋元を尊敬するようになる。秋元に挨拶して名前を呼ばれた際には、嬉しくて号泣したという。
欅坂46の推しメンとして長沢菜々香を挙げており、その優しい雰囲気に憧れている。長沢とは仲が良く、欅坂46の先輩で気兼ねなく話せる数少ないメンバーであるとも語っている。加藤がセンターポジションを担当した「ハッピーオーラ」のMVを撮影した際、センターポジションを務める中での重責からマイナス方向に思考が陥っていた時には、長沢が撮影現場まで足を運びアイスを届けてくれたという。
加藤と同じく『CanCaｍ』で専属モデルを務める生見愛瑠、元乃木坂46の山下美月と仲が良い。また、『Seventeen』（集英社）元専属モデルの乃木坂46の久保史緒里とも仲が良い。
櫻坂46の田村保乃、小島凪紗から推しメンとして挙げられている。田村とは、プライベートで東京ディズニーシーに行ったことがある。

### 嗜好・趣味
好きな食べ物として玉ねぎ、バナナ、どら焼きを挙げている。どら焼きは長沢菜々香の影響で好きになった。幼少期に一度喉に詰まらせたことがあるため、餅が食べられない。好きな色に黒、ピンク、白、空色を挙げている。また、好きな洋服の系統としてはレース素材、シースルー、黒色、ダスティーピンク色のものを挙げており、ブランドはE hyphen world gallery BonBon、BUBBLES、moussyを挙げている。愛用の香水はBVLGARI、Chloé。
紙媒体では、好きな雑誌として『LARME』、好きな漫画として『進撃の巨人』を挙げている。
好きな映画として『ハリー・ポッター』を挙げており、作中のキャラクターではハーマイオニーが好きであるという。また、『スター・ウォーズ』も好きで、作中のキャラクターではカイロ・レン、R2-D2、BB-8が好きであるという。それゆえ、前者作中のグリフィンドールの制服、後者作中のジェダイのコスチュームを着て握手会をしたことがある。
趣味として、寝ること、人間観察を挙げている。目の前にお尻があると触ってしまう癖がある。
「黒豆」という名前の愛犬のチワワを飼っているが、犬アレルギーである。

### 特技
小学生から中学生まで続けていたソフトテニスを特技として挙げている。デビュー初年のイベント『ひらがなおもてなし会』では、舞台袖にスマッシュを打ち込んでいる。高校3年間、コンビニでのアルバイトを通じて習得した高速のレジ打ちも特技としてあげている。『となりのトトロ』のおばあちゃんの物真似が得意で、オーディションの二次審査でこれを披露している。
魅力的で艶のある歌声に定評があり、けやき坂46と日向坂46の楽曲のうち、「男友達だから」「嘆きのDelete」「どっちが先に言う？」が、加藤のソロ歌唱曲となっている。

### けやき坂46・日向坂46
ペンライトカラーは、    ブルー ×     ブルー。
母親が娘に付けたキャッチコピーは「クールあんぽんたん」。
学生時代には、友達を作ることが不得意であったため、推しメンの動画を見ながらひとりで昼食をとっていたといい、アイドルからパワーをもらっていたと語っている。そんな元気を与えられるような存在に自分もなりたいとの思いから、けやき坂46のオーディションに応募した。
齊藤京子を尊敬しており、「としきょん」というコンビ名がある。加藤と齊藤のコンビはグループを牽引しているとの呼び声も高く、「最強コンビ」「グループの骨格」と評するメディアもある。
「男子だったら結婚していた」と語るほど、同期生の佐々木久美と仲が良く、この2人のコンビは「きくとし」と名付けられている。また、同じく同期生の高瀬愛奈のことを「共演NGにしている」とたびたび公言しているが、実際は非常に仲が良い。さらに、2期生の小坂菜緒とは「気が合う」と発言しており、小坂の自宅を訪問したことがあるという。加えて、元メンバーで2期生の渡邉美穂と仲が良く、プライベートで一緒に遊ぶことがある。渡邉について加藤は「初めて仲良くなった後輩」、「正直、美穂とは先輩・後輩じゃなくて友達になりたかった」と述べている。そのほか、加藤を推しメンとしてあげている4期生の小西夏菜実と仲が良い。加藤は小西と波長が合うので進んで会話ができるといい、良好な関係を築いている。
同期生の潮紗理菜、齊藤京子、佐々木久美、高本彩花とのユニットは「りまちゃんちっく」と名付けられ、この5人で「沈黙した恋人よ」「ハロウィンのカボチャが割れた」「ママのドレス」を歌唱している。2期生の渡邉美穂と3期生の上村ひなのとのユニットは「リスペクトスリー」と名付けられ、この3人で「やさしさが邪魔をする」を歌唱している。同期生の佐々木久美、佐々木美玲、高本彩花、2期生の小坂菜緒とのユニットは「浅草姉妹」と名付けられ、この5人で「Footsteps」を歌唱している。同期生の齊藤京子と佐々木美玲とのユニットは「きずなーず」と名付けられ、この3人で「どうして雨だといったんだろう？」を歌唱している。

## 作品

### シングル
けやき坂46
- ひらがなけやき（2016年8月10日、SRCL-9153）- EAN 4988009130866。
- 誰よりも高く跳べ！（2016年11月30日、SRCL-9269/70）- EAN 4547366279382。
- W-KEYAKIZAKAの詩（2017年4月5日、SRCL-9394/402）- EAN 4547366301281。
- 僕たちは付き合っている（2017年4月5日、SRCL-9400/1）- EAN 4547366301281。
- それでも歩いてる（2017年10月25日、SRCL-9583/4）- EAN 4547366331646。
- NO WAR in the future（2017年10月25日、SRCL-9583/4）- EAN 4547366331646。
- イマニミテイロ（2018年3月7日、SRCL-9738/9）- EAN 4547366350272。
- ハッピーオーラ（2018年8月15日、SRCL-9924/5）- EAN 4547366371086。
- 君に話しておきたいこと（2019年2月27日、SRCL-9985/6）- EAN 4547366383324。
- 抱きしめてやる（2019年2月27日、SRCL-9985/6）- EAN 4547366383324。

日向坂46
- キュン（2019年3月27日、SRCL-11121/7）- EAN 4547366399219。
- JOYFUL LOVE（2019年3月27日、SRCL-11121/7）- EAN 4547366399219。
- 耳に落ちる涙（2019年3月27日、SRCL-11121/2）- EAN 4547366399219。
- Footsteps（2019年3月27日、SRCL-11123/4）- EAN 4547366399226。
- ときめき草（2019年3月27日、SRCL-11125/6）- EAN 4547366399233。
- ドレミソラシド（2019年7月17日、SRCL-11220/6）- EAN 4547366412871。
- キツネ（2019年7月17日、SRCL-11220/6）- EAN 4547366412871。
- My god（2019年7月17日、SRCL-11220/1）- EAN 4547366412871。
- やさしさが邪魔をする（2019年7月17日、SRCL-11224/5）- EAN 4547366412895。
- こんなに好きになっちゃっていいの？（2019年10月2日、SRCL-11310/6）- EAN 4547366422436。
- ホントの時間（2019年10月2日、SRCL-11310/6）- EAN 4547366422436。
- ママのドレス（2019年10月2日、SRCL-11314/5）- EAN 4547366422450。
- 川は流れる（2019年10月2日、SRCL-11316）- EAN 4547366422467。
- ソンナコトナイヨ（2020年2月19日、SRCL-11450/6）- EAN 4547366442526。
- 青春の馬（2020年2月19日、SRCL-11450/6）- EAN 4547366442526。
- 好きということは…（2020年2月19日、SRCL-11450/1）- EAN 4547366442526。
- 窓を開けなくても（2020年2月19日、SRCL-11452/3）- EAN 4547366442533。
- 君しか勝たん（2021年5月26日、SRCL-11794/802）- EAN 4547366504392。
- 声の足跡（2021年5月26日、SRCL-11794/802）- EAN 4547366504392。
- 嘆きのDelete（2021年5月26日、SRCL-11794/802）- EAN 4547366504392。
- どうする？どうする？どうする？（2021年5月26日、SRCL-11798/9）- EAN 4547366504415。
- 膨大な夢に押し潰されて（2021年5月26日、SRCL-11802）- EAN 4547366504439。
- ってか（2021年10月27日、SRCL-11941/9）- EAN 4547366527520。
- 何度でも何度でも（2021年10月27日、SRCL-11941/9）- EAN 4547366527520。
- 思いがけないダブルレインボー（2021年10月27日、SRCL-11941/2）- EAN 4547366527520。
- アディショナルタイム（2021年10月27日、SRCL-11949）- EAN 4547366527568。
- 僕なんか（2022年6月1日、SRCL-12140/8）- EAN 4547366557145。
- 飛行機雲ができる理由（2022年6月1日、SRCL-12140/8）- EAN 4547366557145。
- 真夜中の懺悔大会（2022年6月1日、SRCL-12144/5）- EAN 4547366557183。
- 知らないうちに愛されていた（2022年6月1日、SRCL-12148）- EAN 4547366557176。
- 月と星が踊るMidnight（2022年10月26日、SRCL-12320/8）- EAN 4547366583045。
- HEY!OHISAMA!（2022年10月26日、SRCL-12320/8）- EAN 4547366583045。
- 一生一度の夏（2022年10月26日、SRCL-12328）- EAN 4547366583076。
- One choice（2023年4月19日、SRCL-12490/8）- EAN 4547366612684。
- 恋は逃げ足が早い（2023年4月19日、SRCL-12490/8）- EAN 4547366612684。
- 愛はこっちのものだ（2023年4月19日、SRCL-12490/1）- EAN 4547366612684。
- 友よ 一番星だ（2023年4月19日、SRCL-12498）- EAN 4547366612714。
- Am I ready?（2023年7月26日、SRCL-12610/8）- EAN 4547366625868。
- 接触と感情（2023年7月26日、SRCL-12610/1）- EAN 4547366625868。
- 骨組みだらけの夏休み（2023年7月26日、SRCL-12612/3）- EAN 4547366625875。
- ガラス窓が汚れてる（2023年7月26日、SRCL-12618）- EAN 4547366625899。
- 君はハニーデュー（2024年5月8日、12860/8）- EAN 4547366670318。
- 僕に続け（2024年5月8日、SRCL-12868）- EAN 4547366670301。
- 絶対的第六感（2024年9月18日、SRCL-13000/8）- EAN 4547366698114
- 永遠のソフィア（2024年9月18日、SRCL-13000/1）- EAN 4547366698114。
- どっちが先に言う？（2024年9月18日、SRCL-13002/3）- EAN 4547366698121。

坂道AKB
- 国境のない時代（2018年3月14日、KIZM-90547/8）- EAN 4988003519797。
- 初恋ドア（2019年3月13日、KIZM-90615/6）- EAN 4988003543921。

### アルバム
欅坂46
- 真っ白なものは汚したくなる（2017年7月19日、SRCL-9482/8）- EAN 4547366318470。

けやき坂46
- 走り出す瞬間（2018年6月20日、SRCL-9825/9）- EAN 4547366358575。

日向坂46
- ひなたざか（2020年9月23日、SRCL-11580/4）- EAN 4547366470109。
- 脈打つ感情（2023年11月8日、SRCL‐12720/6）‐ EAN 4547366647020。

### 映像作品
- けやき坂46（2016年11月30日）- EAN 4547366279399。
- 潮紗理菜・加藤史帆・佐々木久美（2017年4月5日）- EAN 4547366301274。
- グループ発展祈願の旅 〜栃木編〜（2017年10月25日）- EAN 4547366331639。
- けやき坂46 1期生特典映像（2018年3月7日）- EAN 4547366350289。
- ひらがな武道館 〜Day3 Special Selection〜（2018年6月20日）- EAN 4547366358575。
- ひらがな全国ツアー2017 Live&Documentary（2018年6月20日）- EAN 4547366358582。
- KEYABINGO!3（2018年6月29日）- EAN 4988021715874、EAN 4988021146951。
- Re:Mind（2018年7月4日）- EAN 4517331041733、EAN 4517331041726。
- 土生瑞穂×加藤史帆 自撮りTV（2018年8月15日）- EAN 4547366371109。
- KEYABINGO!4 ひらがなけやきって何?（2018年11月9日）- EAN 4988021716512、EAN 4988021147545。
- マギアレコード 魔法少女まどか☆マギカ外伝（2019年2月27日）- EAN 4534530114068、EAN 4534530114075。
- けやき坂46ストーリー 〜ひなたのほうへ〜（2019年3月27日）- EAN 4547366399233。
- 舞台「ザンビ」（2019年5月31日）- EAN 4988021759489、EAN 4988021158602。
- はじめて超高級寿司屋に行ってみた（2019年7月17日）- EAN 4547366412888。
- ひなたの休日（2019年10月2日）- EAN 4547366422443。
- HINABINGO!（2019年11月22日）- EAN 4988021717656、EAN 4988021148740。
- 日向坂46 大富豪No.1決定戦（2020年2月19日）- EAN 4547366442526、EAN 4547366442533、EAN 4547366442540。
- HINABINGO!2（2020年4月3日）- EAN 4988021718011、EAN 4988021140089。
- DASADA（2020年5月22日）- EAN 4988021718073、EAN 4988021140157。
- 日向坂46デビューカウントダウンライブ!! in 横浜アリーナ 〜けやき坂46 LAST LIVE〜（2020年9月23日）- EAN 4547366470109。
- 日向坂46デビューカウントダウンライブ!! in 横浜アリーナ 〜日向坂46 FIRST LIVE〜（2020年9月23日）- EAN 4547366470116。
- 3年目のデビュー（2021年1月20日）- EAN 4517331070719、EAN 4517331070726。
- 〜ひらがな推し〜「としちゃんと愉快な仲間たち編」（2021年3月31日）- EAN 4547366499780。
- 〜ひらがな推し〜「京子さん、何してんですか編」（2021年3月31日）- EAN 4547366499803。
- 〜ひらがな推し〜「日向のバラエティ女王誕生編」（2021年3月31日）- EAN 4547366499810。
- 〜ひらがな推し〜「パンの鉄砲を撃ちますよ編」（2021年3月31日）- EAN 4547366499797。
- 〜ひらがな推し〜「あだ名がおたけになりました編」（2021年3月31日）- EAN 4547366499773。
- 5年間（2021年5月26日）- EAN 4547366504422。
- ひなたの夏休み（2021年10月27日）- EAN 4547366527544。
- 〜ひらがな推し〜初ガツオを推すしかない編（2022年1月1日）- EAN 4547366540796。
- 〜ひらがな推し〜好きな人いるの?ニブだよ編（2022年1月1日）- EAN 4547366540772。
- 〜ひらがな推し〜ヘビーリトルトゥース誕生編（2022年1月1日）- EAN 4547366540765。
- 〜ひらがな推し〜埼玉と春日が生んだ怒涛の起爆剤編（2022年1月1日）- EAN 4547366540789。
- 〜ひらがな推し〜いつでもどこでも変化球編（2022年1月1日）- EAN 4547366540758。
- ひなたのバス旅（2022年6月1日）- EAN 4547366557145、EAN 4547366557183。
- 日向坂46 3周年記念MEMORIAL LIVE 〜3回目のひな誕祭〜 in 東京ドーム（2022年7月20日）- EAN 4547366568318、EAN 4547366568301。
- 渡邉美穂 卒業セレモニー（2022年10月26日）- EAN 4547366583045、EAN 4547366583052。
- 希望と絶望（2022年12月21日）- EAN 4550450021729、EAN 4550450021736。
- 〜日向坂で会いましょう〜加藤史帆のバーベキューで会いましょう（2023年1月1日）- EAN 4547366595888。
- 〜日向坂で会いましょう〜佐々木久美の野球で会いましょう（2023年1月1日）- EAN 4547366595901。
- 〜日向坂で会いましょう〜金村美玖のオードリーに会いましょう（2023年1月1日）- EAN 4547366595895。
- 〜日向坂で会いましょう〜小坂菜緒のヒットキャンペーンで会いましょう（2023年1月1日）- EAN 4547366595918。
- 〜日向坂で会いましょう〜丹生明里の団体戦で会いましょう（2023年1月1日）- EAN 4547366595925。
- Happy Smile Tour 2022（2023年4月19日）- EAN 4547366612684、EAN 4547366612691。
- W-KEYAKI FES. 2022（2023年7月26日）- EAN 4547366625868、EAN 4547366625875。
- 日向坂46 4周年記念MEMORIAL LIVE 〜4回目のひな誕祭〜 in 横浜スタジアム（2023年9月13日）- EAN 4547366634235、EAN 4547366634228。
- 日向坂46「Happy Train Tour 2023」in 大阪城ホール（2023年11月8日）- EAN 4547366647020、EAN 4547366647037。
- ひらがなくりすます2018 & ひなくり2019〜2022 Complete Box（2023年12月24日）- EAN 4547366655889。
- 〜日向坂で会いましょう〜齊藤京子の野球を好きになりましょう（2024年1月31日）- EAN 4547366660821。
- 〜日向坂で会いましょう〜佐々木美玲のおひさまたちを釣りましょう（2024年1月31日）- EAN 4547366660791。
- 〜日向坂で会いましょう〜河田陽菜の秋頃に会いましょう（2024年1月31日）- EAN 4547366660784。
- 〜日向坂で会いましょう〜松田好花のリトルトゥースになりましょう（2024年1月31日）- EAN 4547366660807。
- 〜日向坂で会いましょう〜上村ひなのの三期生に出会いましょう（2024年1月31日）- EAN 4547366660814。
- 日向坂46 齊藤京子卒業コンサート&5周年記念MEMORIAL LIVE 〜5回目のひな誕祭〜 in 横浜スタジアム（2024年7月24日）- EAN 4547366690101、EAN 4547366690088。
- BEST MUSIC VIDEO COLLECTION 2015-2024（2024年12月3日）- EAN 4547366713909。
- 〜日向坂で会いましょう〜新年早々バトりましょう（2025年4月9日）- EAN 4547366731361。
- 〜日向坂で会いましょう〜OBKを炙り出しましょう（2025年4月9日）- EAN 4547366731323。
- 〜日向坂で会いましょう〜ポンコツたちを集めましょう（2025年4月9日）- EAN 4547366731330。
- 〜日向坂で会いましょう〜四期生を知ってもらいましょう（2025年4月9日）- EAN 4547366731354。
- 〜日向坂で会いましょう〜宮崎に行きましょう（2025年4月9日）- EAN 4547366731347。
- ひなたフェス2024（2025年5月21日）- EAN 4547366743081、EAN 4547366743098、EAN 4547366743104。
- Behind the scenes of ひなたフェス2024（2025年5月21日）- EAN 4547366743111。
- 日向坂46 6周年記念MEMORIAL LIVE 〜6回目のひな誕祭〜 in 横浜スタジアム（2025年7月23日）- EAN 4547366757309、EAN 4547366757323。

## 出演

### テレビドラマ
- Re:Mind（2017年10月20日 - 12月29日、テレビ東京）- 加藤史帆 役[102]。
- DASADAシリーズ（日本テレビ）- 高頭せれな 役[103]。
  - DASADA（2020年1月16日 - 3月19日）[104]
  - DASADA 〜未来へのカウントダウン〜（2020年7月2日 - 9月10日）[105]
- これから配信はじめます（2024年3月9日 - 、テレビ東京）
  - 第1話（2024年3月9日） - かすみ 役
  - 第2話（2024年3月16日） - 主演・かすみ 役[106]
- 彩香ちゃんは弘子先輩に恋してる（毎日放送） - 主演・兎田彩香 役[注 2]
  - 彩香ちゃんは弘子先輩に恋してる（2024年7月5日 - 8月23日）[107]
  - 彩香ちゃんは弘子先輩に恋してる 2nd Stage（2025年6月27日 - ）[108]
- 筋トレサラリーマン 中山筋太郎〜メリークリスマッスル編〜（2024年12月19日・26日、読売テレビ） - 赤木リエ 役[109]
- 僕のあざとい元カノ from あざとくて何が悪いの?（2025年1月24日 - 3月7日、テレビ朝日） - 主演・園田芽生 役[注 3][110]
- 海老だって鯛が釣りたい（2025年7月3日 - 、中京テレビ・日本テレビ） - 泉沙耶 役[111]

### 配信ドラマ
- 死幽学旅行（2021年3月31日 - 7月12日、smash.）- 須田優希 役[112][113]。

### 情報・バラエティ番組
- 道玄坂コネクション（2019年10月9日 - 12月25日、テレビ東京）- アシスタント[20]。
- ラヴィット！（2021年3月30日 - 5月25日、TBS）- 火曜担当[114][115]。

### ラジオ
- レコメン！（2019年4月2日 - 2023年3月21日、文化放送）- 火曜24時台パーソナリティー[116][117]。

### 舞台
- マギアレコード 魔法少女まどか☆マギカ外伝（2018年8月24日 - 9月9日、TBS赤坂ACTシアター）- 巴マミ 役[118]。
- ザンビ（2018年11月16日 - 25日、TOKYO DOME CITY HALL）- TEAM"BLUE"[119]・飯野ゆかり 役[120]。

### ファッションショー
- GirlsAward
  - Rakuten GirlsAward 2017 AUTUMN / WINTER（2017年9月16日、幕張メッセ）[121]
  - Rakuten GirlsAward 2018 SPRING / SUMMER（2018年5月19日、幕張メッセ）[122]
  - Rakuten GirlsAward 2018 AUTUMN / WINTER（2018年9月16日、幕張メッセ）[123]
  - Rakuten GirlsAward 2019 SPRING / SUMMER（2019年5月18日、幕張メッセ）[124]
  - Rakuten GirlsAward 2019 AUTUMN / WINTER（2019年9月28日、幕張メッセ）[125]
  - Tokyo Virtual Runway Live by GirlsAward Vol.1（2020年6月27日、オンライン配信）[126]
  - Rakuten GirlsAward 2022 SPRING / SUMMER（2022年5月14日、幕張メッセ）[127]
  - Rakuten GirlsAward 2023 SPRING / SUMMER（2023年5月4日、国立代々木競技場第一体育館）[128]
  - Rakuten GirlsAward 2023 AUTUMN / WINTER（2023年9月30日、幕張メッセ）[129]
  - Rakuten GirlsAward 2024 SPRING / SUMMER（2024年5月3日、国立代々木競技場第一体育館）[130]
  - Rakuten GirlsAward 2024 AUTUMN / WINTER（2024年10月19日、幕張メッセ）[131]
  - Rakuten GirlsAward 2025 SPRING / SUMMER（2025年5月3日、国立代々木競技場第一体育館）[132]
- 東京ガールズコレクション
  - TGC KITAKYUSHU 2018 by TOKYO GIRLS COLLECTION（2018年10月6日、西日本総合展示場新館）[133]
  - SDGs 推進 TGC しずおか 2019 by TOKYO GIRLS COLLECTION（2019年1月12日、ツインメッセ静岡）[134]
  - 第28回 マイナビ 東京ガールズコレクション2019 SPRING / SUMMER（2019年3月30日、横浜アリーナ）[135]
  - TGC KUMAMOTO 2019 by TOKYO GIRLS COLLECTION（2019年4月20日、グランメッセ熊本）[136]
  - 第29回 マイナビ 東京ガールズコレクション 2019 AUTUMN / WINTER（2019年9月7日、さいたまスーパーアリーナ）[137]
  - TGC KITAKYUSHU 2019 by TOKYO GIRLS COLLECTION（2019年10月5日、西日本総合展示場）[138]
  - SDGs推進 TGC しずおか 2020 by TOKYO GIRLS COLLECTION（2020年1月11日、ツインメッセ静岡）[139]
  - 第30回 マイナビ 東京ガールズコレクション 2020 SPRING / SUMMER（2020年2月29日、国立代々木競技場第一体育館）[140]
  - 第31回 マイナビ 東京ガールズコレクション 2020 AUTUMN / WINTER ONLINE（2020年9月5日、オンライン配信）[141]
  - 第32回 マイナビ 東京ガールズコレクション 2021 SPRING / SUMMER（2021年2月28日、オンライン配信）[142]
  - 第33回 マイナビ 東京ガールズコレクション 2021 AUTUMN / WINTER（2021年9月4日、オンライン配信）[143]
  - 第34回 マイナビ 東京ガールズコレクション 2022 SPRING / SUMMER（2022年3月21日、国立代々木競技場第一体育館）[144]
  - 第35回 マイナビ 東京ガールズコレクション 2022 AUTUMN / WINTER（2022年9月3日、さいたまスーパーアリーナ）[145]
  - SDGs推進 TGC しずおか 2023 by TOKYO GIRLS COLLECTION（2023年1月14日、ツインメッセ静岡）[146]
  - oomiya presents TGC WAKAYAMA 2023 by TOKYO GIRLS COLLECTION（2023年2月11日、和歌山ビッグホエール）[147]
  - 第36回 マイナビ 東京ガールズコレクション 2023 SPRING / SUMMER（2023年3月4日、国立代々木競技場第一体育館）[148]
  - 第37回 マイナビ 東京ガールズコレクション 2023 AUTUMN / WINTER（2023年9月2日、さいたまスーパーアリーナ）[149]
  - 第38回 マイナビ 東京ガールズコレクション 2024 SPRING / SUMMER（2024年3月2日、国立代々木競技場第一体育館）[150]
  - CREATEs presents TGC KITAKYUSHU 2024 by TOKYO GIRLS COLLECTION（2024年10月12日、西日本総合展示場新館）[151]
  - 第39回 マイナビ 東京ガールズコレクション 2025 SPRING / SUMMER（2025年3月1日、国立代々木競技場第一体育館）[152]
- 札幌コレクション2019 Presented by BitStar（2019年4月27日、北海きたえーる）[153]

### イベント
- ザンビ THE ROOM 最後の選択（2019年7月31日 - 8月11日、渋谷ヒカリエ ヒカリエホール）[154]
- 始球式 日本生命セ・パ交流戦「横浜DeNAベイスターズ vs オリックス・バファローズ」（2021年5月25日、横浜スタジアム）[155]

### CM
- ソニー損害保険（2021年11月14日 - ）[156]
- 日向坂46 新メンバーオーディション 加藤史帆 編（2022年3月14日 - ）[157]

## 書籍

### 雑誌連載
- CanCam（2019年2月23日 - 、小学館）- 専属モデル[4][15][158]。

### 写真集
- 1st写真集『#会いたい』（2023年6月20日、小学館、撮影：三瓶康友）[29][30]